# 施瓦策埃尔斯特河
51°48′59″N 12°49′57″E / 51.81639°N 12.83250°E

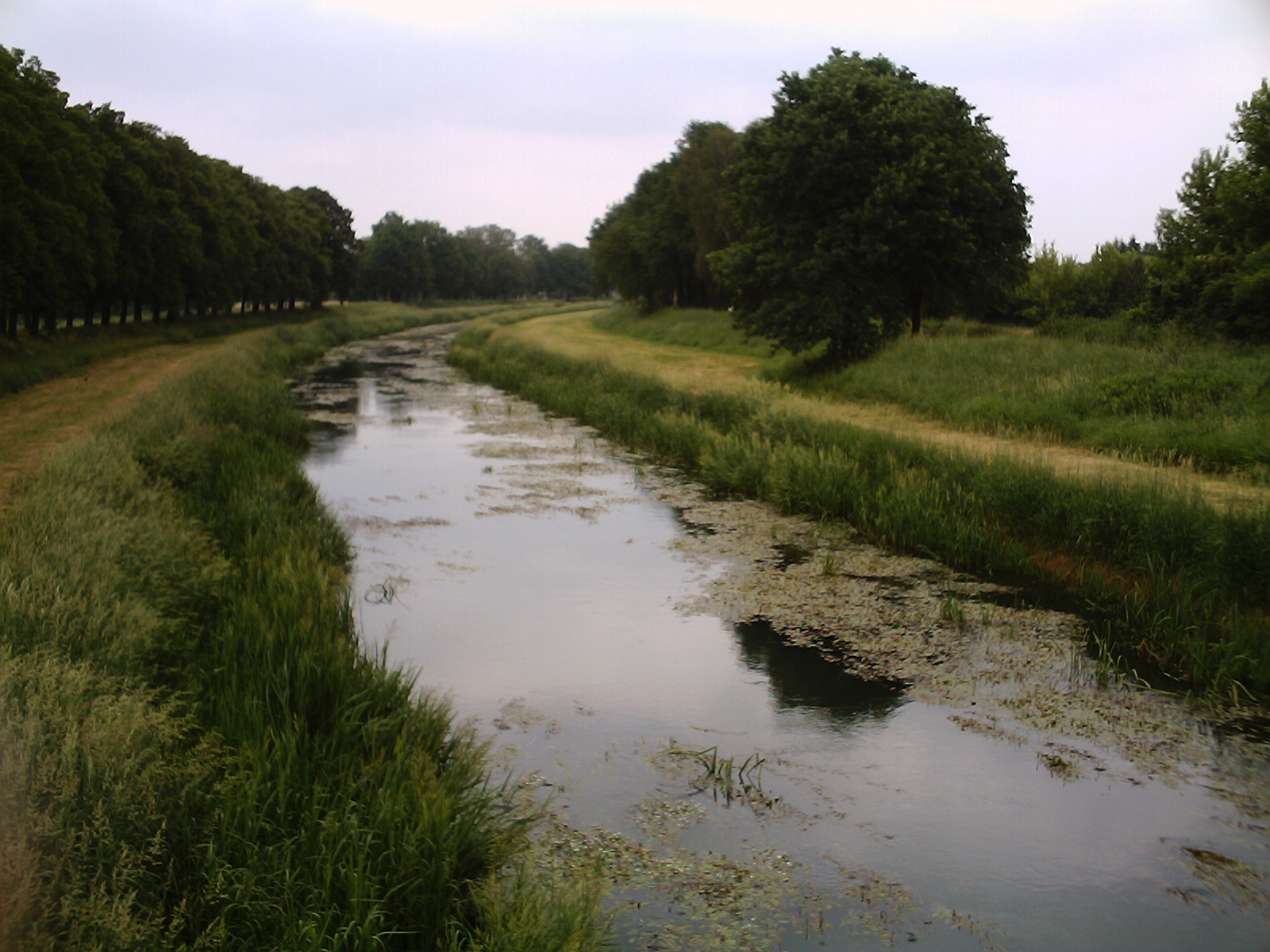

施瓦策埃尔斯特河（德语：Schwarze Elster），又译黑埃尔斯特河，是德國的河流，位於東國東部，流經薩克森自由州、勃蘭登堡州和薩克森-安哈爾特州，屬於易北河的右支流，河道全長179公里，流域面積5,541平方公里，發源自埃爾斯特拉附近，流經卡門茨、霍耶斯韋達、森夫滕貝格、劳赫哈默、埃尔斯特韦达。